# Distigmin
Distigmin (auch: Hexamarium Bromid, Distigmin-Bromid) ist der Freiname für ein indirektes Parasympathomimetikum mit langer Wirkdauer. Es weist ein ähnliches Wirkungsprofil wie Neostigmin und Pyridostigmin auf und findet bei neurogener Blasenentleerungsstörung mit Erschlaffung des Blasenmuskels, hypotoner chronischer Verstopfung, der Hirschsprung-Krankheit, peripheren Lähmungen der quergestreiften Muskulatur oder Myasthenia gravis Verwendung als Arzneimittel.
Der verwendete Wirkstoff ist Distigmin-Bromid; er wurde 1957 von den Österreichischen Stickstoffwerken patentiert und kam 1959 in den Handel.

## Gewinnung
In der Literatur wird die Synthese ausgehend von N,N,N′,N′-Tetramethylhexamethylendiamin mit Phosgen und 3-Hydroxypyridin beschrieben. Distigmin-Bromid entsteht durch Alkylierung mit Methylbromid.

## Pharmakologie
Der Name Distigmin bezeichnet in der medizinischen Anwendung das Dibromidsalz. Synonym wird es manchmal Distigmin-Bromid genannt.

### Pharmakodynamik
Distigmin-Bromid reagiert unter Bildung eines Carbaminsäureesters mit dem esteratischen Zentrum des Enzyms Acetylcholinesterase und macht dieses funktionsunfähig. Die erhöhte Acetylcholin-Konzentration an der motorischen Endplatte hat die Kontraktion von Harnleiter, Gallenblase, Blasenmuskel und der bronchialen Muskulatur zur Folge. Am Auge kommt es zu Kontraktion des Ziliarkörpers, Engstellung der Pupillen, Abnahme des intraokulären Drucks, und zu Störungen der Akkommodation. Weiters wurden eine Abnahme der Herzfrequenz, erhöhte Schweißsekretion und eine Anregung der Peristaltik und Sekretion im Verdauungstrakt beobachtet. Gering dosiert treten Faszikulationen der Skelettmuskulatur auf, hoch dosiert sind Lähmungserscheinungen durch Depolarisation möglich.

### Pharmakokinetik
Distigmin ist wie Neostigmin eine quartäre Ammoniumverbindung mit starker Acetylcholinesterase-Bindung, die nach Hydrolyse verzögert renal ausgeschieden wird. Es ist kaum fettlöslich, durchdringt die Blut-Hirn-Schranke nicht und beeinflusst auch die ganglionäre Übertragung im autonomen Nervensystem nicht wesentlich.
Die durchschnittliche Absorptionszeit beträgt 10 Stunden, die Bioverfügbarkeit bei oraler Gabe 4,65 %. Die Plasmahalbwertszeit liegt bei 65 Stunden, die Acetylcholinesterase wird für etwa 38 bis 40 Stunden reversibel gehemmt. Wiederholte Einnahme zeigt keine Kumulation der Wirkung auf die Acetylcholinesterase-Hemmung.
Nach intravenöser Gabe fanden sich 4 % der Substanz im Kot wieder, 85 % wurden renal ausgeschieden.

### Gegenanzeigen
Bei Morbus Parkinson, Myotonie, Thyreotoxikose, Uveitis, Bronchialasthma, Herzrhythmusstörungen, Verengungen und Krampfzuständen des Darms, der Gallen- oder Harnwege sowie bei Kreislaufschwäche darf es nicht angewandt werden. Auch bei mechanischer Blockierung des Darms oder der ableitenden Harnwege ist Distigmin kontraindiziert.

### Wechselwirkungen
Antiarrhythmika, Glucocorticoide und Dipyridamol vermindern die Wirkung. Anticholinergika, trizyklische- oder tetrazyklische Antidepressiva, Neuroleptika, Lithium und Antihistaminika antagonisieren die muskarinische Wirkung, die nikotinische wird selten beeinflusst. Depolarisierende Muskelrelaxantia können verlängert wirken. Bei gleichzeitiger Anwendung mit anderen direkten oder indirekten Parasympathomimetika ist eine myasthenische Krise möglich. Distigmin-Bromid antagonisiert die Wirkung Curare-artiger Relaxantien. Mit oder kurz nach Betablockern können verstärkte Hypotonie und langanhaltende Bradykardien auftreten.

### Nebenwirkungen
Häufig deuten Nebenwirkungen auf eine Überdosierung. Muskarin-artige Nebenwirkungen überwiegen gegenüber Auswirkungen auf die Muskulatur und können mit Atropin oder ähnlichen Stoffen ausgeglichen werden.
Sehr häufig wird ein verlangsamter Puls beobachtet, der in seltenen Fällen lebensbedrohlich arrhythmisch werden kann. In Einzelfällen kommt es auch zu Vorhofflimmern und zum Herzstillstand. Diese Nebenwirkungen sind besonders in der postoperativen Behandlung zu beachten.
Ebenfalls sehr häufig sind Durchfall, Übelkeit, Erbrechen, Schweißausbrüche, häufig ist der Speichelfluss erhöht. Darm- und Muskelkrämpfe, Harninkontinenz, unwillkürliche Muskelzuckungen und Schluckbeschwerden treten gelegentlich auf, im Extremfall Lähmungen. Selten kann es zu Benommenheit, Sprachstörungen, unregelmäßiger Menstruation, Hautausschlägen und Krampfanfällen kommen.
Durch Verkrampfung der Atemwege tritt selten Atemnot bei erhöhter Schleimbildung auf. Distigmin kann durch Pupillenverengung, Akkommodationsstörungen und erhöhten Tränenfluss die Sehkraft beeinträchtigen.

## Handelsnamen
MonopräparateUbretid (D, A, CH, NL, UK)